# Faculté Jean-Calvin
Pour les articles homonymes, voir Jean Calvin et Calvin.
La Faculté Jean-Calvin, Institut privé de théologie protestante et évangélique d'Aix-en-Provence est une faculté de théologie indépendante, de tradition réformée et calviniste, et de niveau universitaire. Elle est membre du Conseil national des évangéliques de France.

## Historique

### L'ancienne faculté
L'actuelle Faculté Jean-Calvin est l'héritière d'une première Faculté de théologie protestante des Églises Réformées Evangéliques Indépendantes (EREI, maintenant UNEPREF) qui resta ouverte entre les années 1940 et 1960. Cette Faculté vit, après plusieurs départs professoraux, son corps enseignant sérieusement réduit. En 1967, avec le départ de P. Verseils, la Faculté cesse de facto son activité. Il ne restait alors plus qu'une « Association cultuelle pour l'entretien de la Faculté » et le « Conseil » de la Faculté. De jure, la Faculté existait toujours, ainsi que sa propriété et ses bâtiments.

### Origines de la nouvelle faculté
Dès 1967, l'année même de la fermeture de la première faculté, le pasteur André Tholozan, président des EREI, écrivait à Eugène Boyer, alors pasteur d'une Église à York, en Pennsylvanie, pour lui demander d'aider à la réorganisation de la Faculté d'Aix en recrutant des professeurs « calvinistes ». Au début de 1968, E. Boyer, se rendant de Philadelphie à Détroit, rencontrait le professeur Edmund Clowney, de Westminster Theological Seminary (Séminaire théologique de Westminster, Philadelphie). En 1971, au cours d'un voyage aux États-Unis, E. Boyer, conseillé par E. Clowney rencontra deux étudiants anglais, Paul Wells, alors en deuxième année de licence au Westminster Theological Seminary, et Peter Jones, qui achevait son doctorat en théologie à Princeton.
C'est alors que sous l'impulsion d'Eugène Boyer et de Pierre Filhol, s'organisèrent, dès 1971, des « cours décentralisés » de théologie à Aix-en-Provence, ainsi qu'à Marseille et à Nîmes. Ces cours furent assurés, en dogmatique par Bill Clark (des éditions calvinistes « Grâce et Vérité ») ; en Ancien Testament par le pasteur Émile Nicole, en théologie pratique par Eugène Boyer, en histoire et sociologie par François Gonin, alors pasteur de l'Église réformée évangélique d'Aix-en-Provence.
La création d'une nouvelle faculté n'était pas sans poser question, notamment vis-à-vis de l'ancienne faculté réformée évangélique. En effet, il n'était pas envisageable de re-fonder une faculté au service des seules EREI, comme il n'était pas possible d'ignorer qu'il y avait des calvinistes dans l'Église réformée de France (ERF), à commencer par Pierre Marcel, animateur de La Revue réformée. Une nouvelle faculté, réformée, au service du renouveau dans toutes les églises, réformées ou autres, avait sa place dans le paysage protestant francophone. Pierre Berthoud explique :
« C’est une institution nouvelle puisqu’elle est libre par rapport à toute union d’Églises – c’est le conseil de faculté qui définit la politique générale de la faculté – et qu’elle a adopté une identité théologique spécifiquement réformée: les professeurs adhèrent à la Confession de La Rochelle. »
À la rentrée académique de 1973, un an avant l'ouverture officielle de la faculté, le corps professoral se composait de Paul Wells, (le premier à rejoindre la nouvelle équipe professorale), enseignant à la fois l'hébreu, le grec et la dogmatique. François Gonin pour l'histoire de l'Église, Eugène Boyer la théologie pratique, tandis que Peter Jones fut chargé de l'enseignement du Nouveau Testament. En juin 1974, Pierre Courthial rejoignit la faculté qui fut solennellement inaugurée les 13 et 14 octobre 1974.

### Changement de nom et participation au CNEF

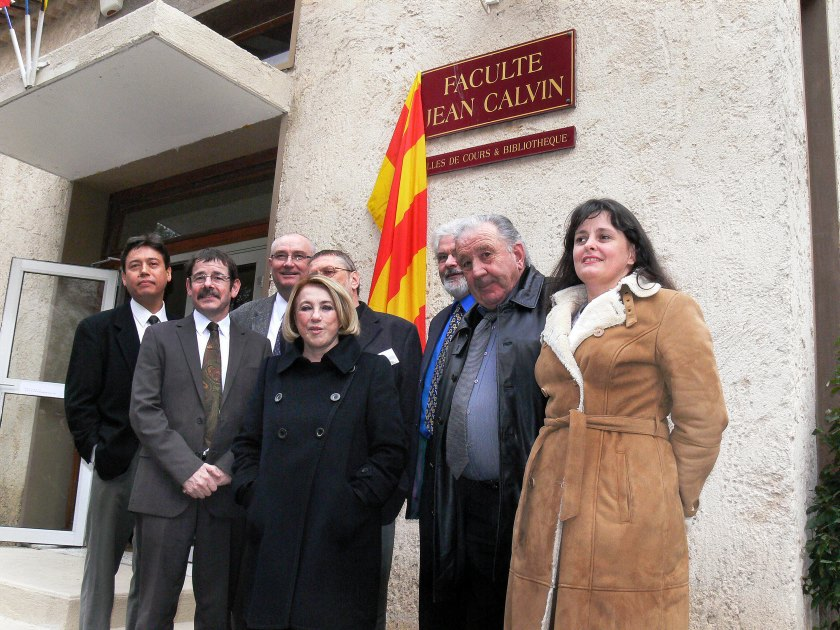
Le nouveau nom de la faculté fut inauguré le 19 février 2011 en présence, entre autres, de Mme Maryse Joissains (maire d'Aix-en-Provence), Gaëlle Lenfant (vice-présidente du Conseil Régional des Bouches-du-Rhône) et d'André Guinde (représentant le Conseil Général de la région PACA).

Le changement de paysage religieux dans la tradition protestante au cours des années 1975-2005conduisit le Conseil de Faculté de la Faculté Jean-Calvin à considérer un changement de nom afin de permettre une meilleure visibilité de la Faculté.
Considérant la croissance et l'interaction importante entre la Faculté et les milieux évangéliques (pour lesquels l'association « libre » et « réformée » était un problème significatif), la Faculté chercha à nouveau nom à adopter.
La figure de Jean Calvin, réformateur et symbole du protestantisme en France s'imposa d'elle-même et la Faculté prit ainsi le nom de Faculté Jean Calvin. Afin de témoigner du fondement réformé de la Faculté et de son attachement à l'ouverture à toutes les Églises protestantes, il fut ajouté un « sous-titre » : Institut privé de théologie protestante et évangélique.
Le nouveau nom de la Faculté fut inauguré officiellement le 19 février 2011 en présence, entre autres, de Mme Maryse Joissains-Masini (maire d'Aix-en-Provence), Gaëlle Lenfant (vice-présidente du conseil régional de Provence-Alpes-Côte d'Azur) et d'André Guinde (représentant le conseil général de la région PACA).
Au même moment, la Faculté Jean-Calvin entrait au Conseil national des évangéliques de France, participant pleinement aux travaux de diverses commissions (théologique, implantation d'églises nouvelles) et étant ainsi acteur de ce mouvement d'unité évangélique en France.

## Professeurs
- Jean-Philippe Bru : théologie pratique
- Pierre-Sovann Chauny : théologie systématique
- Donald Cobb : Nouveau Testament et grec
- Michel Johner : éthique et histoire de l'Église
- Yannick Imbert : apologétique et histoire de l'Église
- Gert Kwakkel : hébreu et Ancien Testament, professeur à l'université de théologie de Kampen (NL)[4]

## Professeurs associés
- William Edgar III, professeur d'apologétique à Westminster Theological Seminary (Philadelphie, E-U)
- Gordon Campbell, professeur de Nouveau Testament à Union Theological College (Belfast, UK)
- Jean Decorvet, recteur de la HET-Pro (Suisse)
- Jean Patrick Fanga, professeur de théologie pratique à l'Institut supérieur de théologie Camille Chazaud (Cameroun)
- Sébastien Fath, historien, chercheur au CNRS (Paris)
- Jay Sklar, professeur à Covenant Theological Seminary (Saint Louis, E-U)

## Personnel administratif
- Directeur : Kim Tran
- Secrétaire académique : Aguy Khayiguian
- Bibliothécaire : Erin Imbert
- Gestionnaire des cours à distance et chargé de cours en langues bibliques : Michaël de Luca

## Anciens professeurs
- Ron Bergey : Ancien Testament et hébreu
- Pierre Berthoud, professeur émérite, professeur d'Ancien Testament et d'apologétique[5]
- Jean Brun, professeur associé en théologie[6]
- Gordon Campbell, professeur de Nouveau Testament
- Pierre Chaunu, professeur associé d'histoire de l’Église
- Pierre Courthial, professeur de théologie pratique
- Jean-Marc Daumas, professeur d'histoire de l’Église, professeur d'hébreu ancien
- François-Georges Dreyfus, professeur associé d'histoire de l’Église
- Harold Kallemeyn, professeur de théologie pratique
- Paul Wells, professeur émérite, professeur de théologie systématique et auteur de plusieurs livres.

## Cours et programmes
La faculté propose une formation théologique de niveau universitaire. Les diplômes délivrés ne sont pas reconnus par l'État. La Faculté propose ses cours « à la carte » ou pour des « auditeurs libres ». En raison de la diversité de son corps estudiantin, la Faculté Jean-Calvin donne la possibilité de suivre l'entièreté du programme de 1er et de 2e cycle à distance.
Les disciplines enseignées à la faculté sont l'Ancien Testament, le Nouveau Testament, les langues bibliques (le grec Koinè et hébreu), la théologie systématique, l'éthique, la théologie pratique, l'apologétique et l'histoire de l'Église.
Depuis 1984 la faculté propose un programme à distance qui fait partie des plus complets de l'offre évangélique au sein des formations en ligne. En septembre 2022, la faculté lance sa nouvelle offre sur la plateforme Canvas.

## Activité éditoriale: Kérygma
La Faculté Jean-Calvin est aussi responsable d'une maison d'édition, les Éditions Kérygma.
C'est en collaboration étroite avec les éditions Excelsis que se fait la diffusion de la plupart de ses ouvrages.
La publication en français contemporain de l’Institution de la religion chrétienne de Jean Calvin, en 2009, en est un exemple qui a fait date lors du cinquième centenaire de la naissance de Calvin.
Les Éditions Kérygma publient aussi la Revue Réformée qui avait été fondée en 1950 par le pasteur Pierre Marcel. Depuis 1980, la publication est assurée par la Faculté Jean-Calvin. Elle parait chaque trimestre et les numéros sont mis en ligne gratuitement deux ans après leur publication.